# Михаил Солунов
Михаил Петров Солунов-Небрежанец е журналист и ранен македонист.

## Биография
Роден е на 10 септември 1877 година в Прилеп, тогава в Османската империя, в семейството на гостилничаря Петър Небрежанец, наречен така, тъй като е от Небрегово. В 1901 година завършва Философския факултет на Белградския университет, а след това в 1905 година завършва право във Фрибург. В 1902 година Михаил Солунов е един от тримата най-активни дейци в издаването на македонистичния вестник „Балкански гласник“ в Белград в 1902 година и в основаването на македонисткия Македонски клуб в същия град. Става близък приятел и един от най-активните съидейници на Диаманди Мишайков в Белград и София, с когото поддържат близки връзки и Михаил често посещава семейството му в София.
Солунов се установява в България и в 1934 година е кмет на Ивайловград. 
По време на българското управление във Вардарска Македония в годините на Втората световна война, Михаил Солунов е български кмет на Долнени (11 септември 1941 – 18 ноември 1942), Витолище (18 юни 1942 – 22 юли 1943) и на Самоков между 15 и 27 ноември 1943 година. След това е кмет в Поморавието, в Жбевац (3 януари 1944 – 31 юли 1944).
Към края на живота си се замонашва под името Мина и умира в Рилския манастир в 1956 година.